# Дамфлет
Дамфлет (нем. Dammfleth) — община в Германии, в земле Шлезвиг-Гольштейн. 
Входит в состав района Штайнбург. Подчиняется управлению Вильстермарш.  Население составляет 296 человек (на 31 декабря 2010 года). Занимает площадь 16,11 км².